# 135

135(백삼십오)는 134보다 크고 136보다 작은 자연수다.

## 수학
- 합성수로, 그 약수는 1, 3, 5, 9, 15, 27, 45, 135다. 진약수의 합은 105이므로, 135는 부족수다.
- 5번째 십오각수다. 앞의 십오각수는 82, 다음은 201이다.
- 각 자릿수(1, 3, 5)의 순차적 거듭제곱의 합으로 이루어진 숫자다. ({\displaystyle 1^{1}+3^{2}+5^{3}=135})
- {\displaystyle 135=3^{2}+4^{2}+5^{2}+6^{2}+7^{2}}
  - 연속하는 자연수 5개의 제곱합으로 나타낼 수 있으며, 이 성질을 지닌 앞의 수는 90, 다음 수는 190이다.
- 135는 네 자연수의 제곱합으로 나타내는 방법이 7가지인 가장 작은 수다.

{\displaystyle 135=1^{2}+2^{2}+3^{2}+11^{2}=1^{2}+2^{2}+7^{2}+9^{2}}
{\displaystyle =1^{2}+3^{2}+5^{2}+10^{2}=1^{2}+6^{2}+7^{2}+7^{2}=2^{2}+5^{2}+5^{2}+9^{2}}
{\displaystyle =3^{2}+3^{2}+6^{2}+9^{2}=5^{2}+5^{2}+6^{2}+7^{2}}
- {\displaystyle 26^{2}-1}, {\displaystyle 46^{3}-1}은 135로 나누어떨어진다.

## 과학·기술
- NGC 135: 고래자리 방향에 있는 은하.
- 코스모스 135호(영어판): 소련의 인공위성.

## 교통

### 철도
- 수도권 전철 1호선 용산역의 역번호.
- 대구 도시철도 1호선 동대구역의 역번호.

### 도로
- 일본 135번 국도(일본어판): 시즈오카현 시모다시에서 가나가와현 오다와라시까지 이어지는 일본의 국도.
- 현도 제135호선

## 군사
- U-135: 독일의 군용 잠수함. 제1차 세계 대전에 사용된 1917년제 모델(영어판)과 제2차 세계 대전에 사용된 1941년제 모델(영어판)이 있다.

## 문화유산
- 대한민국의 국보 제135호: 신윤복필 풍속도 화첩
- 대한민국의 보물 제135호: 대구 산격동 연화 운룡장식 승탑
- 대한민국의 사적 제135호: 부여 궁남지

## 방송
- 지니 TV의 SPOTV K 채널 번호.
- U+ TV의 엔터TV 채널 번호.
- B tv 케이블의 아시아N 채널 번호.

## 기타
- 연도: 135년, 기원전 135년